# Pala di San Pietro di Muralto

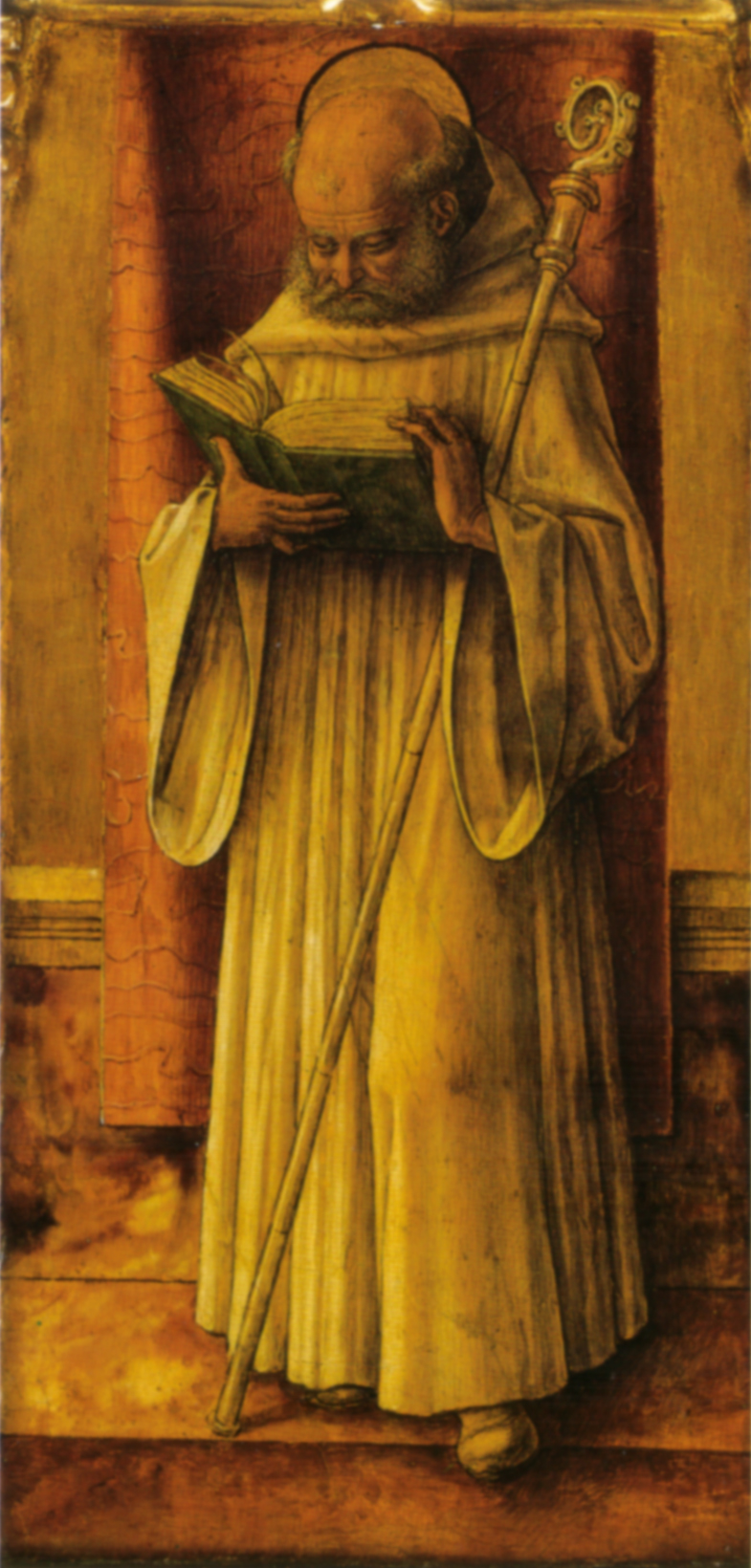
San Bernardo

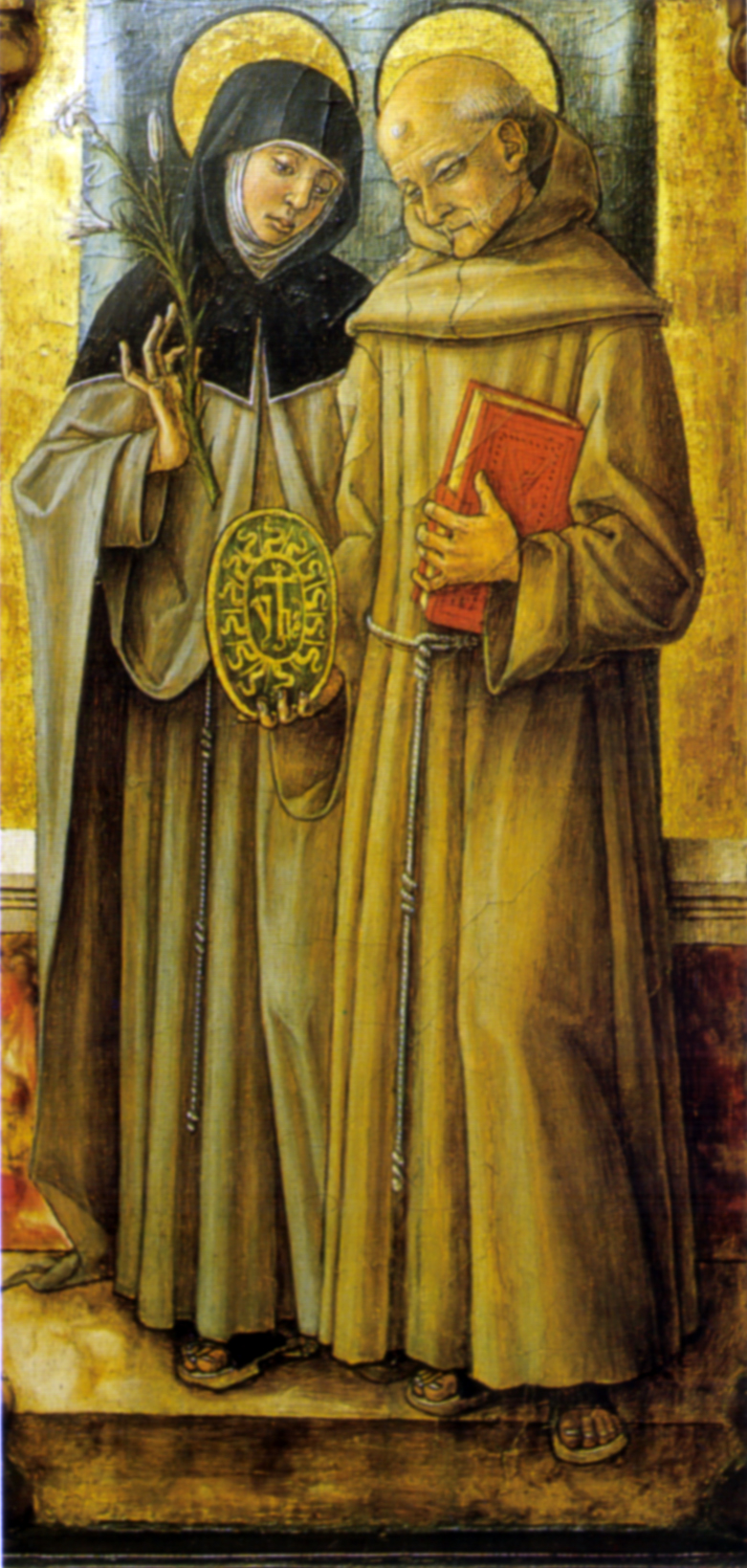
Santi Chiara e Bernardino da Siena

La Pala di San Pietro di Muralto (o di San Pietro degli Osservanti) è una pala d'altare a tempera e oro su tavola di Carlo Crivelli e bottega, databile al 1488-1489 e oggi smembrata tra musei europei e americani.

## Storia
Originariamente l'opera doveva trovarsi nella chiesa domenicana di San Pietro di Muralto di Camerino, sulla quale resta una documentazione legata a una pala d'altare del Crivelli. L'8 novembre 1483 l'artista si era infatti impegnato a dipingere per Mariano Ronci un polittico pari per grandezza e bellezza a quello di San Domenico (1482). I lavori non avviarono subito, ma anzi il 28 ottobre 1488 Crivelli firmò un altro contratto con l'erede del Ronci, Mariano Meneconi, in cui era pattuito un pagamento di 100 fiorini, da versare a rate fino al completamento, entro l'anno successivo.
All'inizio del Cinquecento il dipinto era già stato trasferito nella chiesa di San Francesco poiché la chiesa degli Osservanti, posta fuori dalle mura, era stata trasformata in un fortilizio dalle truppe occupanti di Cesare Borgia. Dopo il terremoto del 1799, che aveva distrutto o danneggiato diverse chiese della città, la pala era stata raccolta nella chiesa di San Domenico a Camerino, dove venne prelevata dai francesi e trasportata a Brera assieme a tanti capolavori marchigiani. Qui, il 14 febbraio 1822 i curatori del museo, nell'ottica di un riordino delle collezioni, la cedettero ad Antonio Fidenza, che la immise nel mercato antiquario. Apparso a Londra alla vendita di W. Cunningham, dove lo acquistò Lord Dudley, venne infine acquistato dal museo di Berlino nel 1882.
Come provò Federico Zeri (1961), il dipinto era dotato di una cornice con piccole tavole di santi, asportata prima di arrivare a Brera. La tavola principale non è firmata ma, in base alla documentazione e a ragioni stilistiche, è posta nell'ultima fase creativa dell'artista, in cui si registra una maggiore apertura ai moduli rinascimentali ormai dominanti in Italia del nord.

## Descrizione e stile
La pala è composta in maniera inconsueta per lo stile dell'artista, con un grande pannello centrale, in cui la Madonna in Trono e i santi sono disposti a sacra conversazione, e una cimasa con la Pietà, quest'ultima invece tipica.
I pannelli che la compongono sono:
- Madonna in trono col Bambino che consegna a san Pietro le chiavi del Paradiso tra santi, 191x196 cm, Berlino, Gemäldegalerie
- Pietà, 106x203 cm, Roma, Pinacoteca Vaticana
- San Bonaventura (?), 58x30 cm, Berlino, Gemäldegalerie
- San Bernardo, 58x30 cm, Berlino, Gemäldegalerie
- San Domenico, 58,5x30,5 cm, Maastricht, Bonnefantenmuseum
- Sant'Agostino, 58x30 cm, Roma, Palazzo Colonna
- San'Antonio da Padova, 58,5x30,5 cm, Maastricht, Bonnefantenmuseum
- Santi Bernardino e Caterina da Siena, 58x30 cm, Worcester, Worcester Art Museum

### Pala centrale
La pala centrale è firmata in basso al centro OPVS CAROLI CRIVELLI VENETI.
Su uno splendido trono marmoreo, isolato come al solito da un drappo che cala lungo lo schienale (con l'immancabile ghirlanda di frutta, legata, in questo caso, "in diretta" da due putti) Maria sta assisa tenendo in grembo il Bambino, che consegna le chiavi del paradiso a san Pietro, inginocchiato e vestito da papa, col triregno e la stola appoggiati in terra. Assistono alla scena due gruppi simmetrici di tre santi ciascuno. A sinistra in piedi san Bonaventura, con san Francesco che si affaccia a e san Giovanni da Capestrano che regge il vessillo crociato. A destra san Ludovico di Tolosa in primo piano, sant'Agostino e il beato Giacomo della Marca (con l'ampolla e che indica, in alto, il trigramma di Cristo del suo maestro Bernardino da Siena).
Nonostante l'artista scelga un tipo di composizione più moderno, ispirato alle pale dell'Alunno, di Luca Signorelli e di Mantegna (di qualche decennio prima, ignorando invece i più recenti sviluppi veneziani di Antonello da Messina, Giovanni Bellini, ecc.), non rinuncia al suo consueto tripudio decorativo, nel rendere sfarzose le vesti, con complicati motivi damascati, nel rappresentare i tanti gioielli spesso a rilievo, nel decorare con estrema minuzia i dettagli del trono, dalle ricche paraste. A ciò va aggiunto il consueto iperrealismo dei dettagli anatomici dei santi, in questo caso volti e mani, con un'accentuazione dell'espressività di sguardi e gesti che genera una sottile tensione.
In basso al centro, sul gradino, rappresenta una mela, sia come sfoggio di bravura, come se invitasse lo spettatore ad afferrarla, sia come simbolo religioso del peccato originale lavato dal sacrificio di Cristo.

### La Pietà
La Pietà della Pinacoteca Vaticana è stata accostata alla pala per ragioni di misure e di stile, non esistendo documentazione che le opere fossero originariamente un tutt'uno (come rifiutò lo Zeri). Inconsueto sarebbe che la Pietà presenti di nuovo la firma OPVS CAROLI CRIVELLI VENETI. Si sa che l'opera fu fatta portare in pinacoteca da Gregorio XVI nel 1831 dai Musei Capitolini.
Cristo morto si sporge appoggiandosi a un parapetto marmoreo dal quale pende un drappo, le cui misure e posizione coincide con quello dietro la Madonna nella pala a Berlino e che ne riprende uno analogo calato sullo sfondo di questo pannello. Cristo è circondato dalla Maddalena piangente, dalla Madonna dolorosamente accostata e da Giovanni, che leva un urlo disperato al cielo.
Il cielo è riempito, in puro horror vacui, da un nugolo di serafini e cherubini. Sfolgorano le specchiature marmoree del parapetto, aggiungendo l'ennesimo, abbagliante dettaglio prezioso.

### I santi dei pilastrini
Fu Federico Zeri a riunire in un medesimo gruppo i sei pannelli con santi (tra cui uno doppio, come nel Polittico di Porto San Giorgio), analoghi pere dimensione, tipo di cornice e ambientazione spaziale (un gradino, un basso parapetto marmoreo dietro le figure, una tenda che discende sullo sfondo. Per ragioni stilistiche e di misure li legò alla Pala di San Pietro di Muralto, ipotizzando che l'artista utilizzò questo insolito motivo ispirandosi forse alla Pala di Pesaro di Giovanni Bellini o a una sua derivazione.

## Possibile ricostruzione
|  |  |  |
|  |  |  |
|  |  |  |
|  |  |  |